# Солимберго (Порденоне)
Солимберго је насеље у Италији у округу Порденоне, региону Фурланија-Јулијска крајина.
Према процени из 2011. у насељу је живело 216 становника. Насеље се налази на надморској висини од 238 м.